# The Wildest Guitar
The Wildest Guitar — дебютний студійний альбом американського гітариста Мікі Бейкера, випущений у 1959 році лейблом Atlantic.

## Опис
Попри репутацію Мікі Бейкера одного з найбільш впливових гітаристів раннього рок-н-ролу, альбом The Wildest Guitar став однією з небагатьох спроб для музиканта в сольній кар'єрі. Альбом складається з виключно інструментальних композицій, а вибір матерілу дещо може здивувати і містить такі стандарти як: «Third Man Theme», «Autumn Leaves», «Lullaby of the Leaves» і «Night and Day» Коула Портера. Бейкер (який також виступив як і аранжувальник на цьому альбомі) намагається придати альбому відчуття ритм-енд-блюзовості. Він також написав чотири з дванадцяти композицій альбому.
Альбом був записаний під час трьох сесій 23 квітня, 4 і 25 червня 1959 року в Нью-Йорку.

## Список композицій
1. «Third Man Theme» (Антон Карас) — 2:18
2. «Whistle Stop» (Мікі Бейкер) — 2:39
3. «Night and Day» (Коул Портер) — 3:18
4. «Midnight Midnight» (Мікі Бейкер) — 2:26
5. «Autumn Leaves» (Жозеф Косма, Жак Превер) — 2:06
6. «Baia» (Арі Баррозу) — 3:06
7. «Milk Train» (Мікі Бейкер) — 2:05
8. «Old Devil Moon» (Їп Гарбург, Бертон Лейн) — 2:44
9. «Chloe» (Ніл Море, Гас Кан) — 2:20
10. «Baker's Dozen» (Мікі Бейкер) — 2:15
11. «Lullaby of the Leaves» (Берніс Петкере, Джо Янг) — 4:15
12. «Gloomy Sunday» (Ласло Явор, Реже Шереш) — 2:20

## Учасники запису
- Мікі Бейкер — гітара, аранжування
- Герман Фостер — фортепіано
- Еверетт Барксдейл — бас-гітара
- Ебі Бейкер (2—5, 8, 10—12), Джиммі Льюїс (1, 6, 7, 9) — контрабас
- Белтон Еванс (1, 6, 7, 9), Семмі «Стікс» Еванс (2—5, 8, 10—12) — ударні

Технічний персонал
- Несухі Ертегюн — продюсер
- Том Дауд, Філ Єле — інженер
- Елберт Будін — фотографія
- Марвін Ізраел — дизайн
- Боб Ролонтц — текст